# Nianduhu (sockenhuvudort i Kina, Qinghai Sheng, lat 35,53, long 102,02)
Nianduhu (kinesiska: 年都乎乡) är en sockenhuvudort i Kina. Den ligger i provinsen Qinghai, i den nordvästra delen av landet, omkring 120 kilometer söder om provinshuvudstaden Xining. Antalet invånare är 8 620. Befolkningen består av 4 239 kvinnor och 4 381 män. Barn under 15 år utgör 23,0 %, vuxna 15-64 år 68 %, och äldre över 65 år 7,0 %.
Runt Nianduhu är det ganska glesbefolkat, med 25 invånare per kvadratkilometer. Närmaste större samhälle är Bao'an, 10,4 km norr om Nianduhu. Trakten runt Nianduhu består i huvudsak av gräsmarker.
Genomsnittlig årsnederbörd är 675 millimeter. Den regnigaste månaden är juli, med i genomsnitt 158 mm nederbörd, och den torraste är december, med 2 mm nederbörd.